# دارين بنسون
دارين بنسون (بالإنجليزية: Darren Benson)‏ هو لاعب كرة قدم أمريكية أمريكي، ولد في 25 أغسطس 1974 في ممفيس في الولايات المتحدة.

## وصلات خارجية
- دارين بنسون على موقع النتائج التاريخية لألعاب القوى الأسترالية (الإنجليزية)
- دارين بنسون على موقع الاتحاد الدولي للدراجات (الإنجليزية)
- دارين بنسون على موقع مرجع كرة القدم المحترفة.كوم (الإنجليزية)